# LT3 Radio Cerealista
LT3 Radio Cerealista es una radioemisora argentina de la ciudad de Rosario fundada el 4 de octubre de 1923 por un grupo de acopiadores de granos que integraba la Sociedad Rural de Cerealistas para transmitir boletines en clave sobre el mercado cerealero. Fue transformada en 1926 al incorporarse la emisión de programas culturales, de música e informativos y desde entonces pasó por diferentes propietarios.

## Historia
El 4 de octubre de 1923 por un grupo de acopiadores de granos que integraba la Sociedad Rural de Cerealistas fundó una radioemisora para transmitir desde su edificio, ubicado en Santa Fe 1270, cuatro boletines diarios con la información sobre el mercado de cereales de interés de los acopiadores de la zona de Rosario, Santa Fe, Córdoba y Entre Ríos. La información se transmitía codificada de modo que solamente podía ser descifrada por aquellos que habían sido provistas por la emisora de las claves correspondientes. En 1924 el Ministerio de Marina que era el organismo del que dependía el control de las transmisiones radiales prohibió la emisión de mensajes en clave y en cambio, autorizó a instalar una estación transmisora. En Argentina la primera transmisión pública de radio había sido realizada en 1920 en Buenos Aires por un grupo encabezado por Enrique Susini y Radio Cerealera fue la primera emisora en funcionar fuera de Buenos Aires.
LT3 agregó programas culturales, de música e informativos, con horarios establecidos, a los cuatro boletines diarios del mercado de cereales, llegando a ser una de las radios más escuchadas de la región. Después de pasar por varias sedes, la radio estableció en 1950 sus estudios de transmisión en la calle Balcarce 840 de Rosario. En 1953 fue vendida a la Editorial Haynes de Buenos Aires, que por entonces estaba controlada por el gobierno de Juan Domingo Perón y al producirse la Revolución Libertadora su administración pasó al nuevo gobierno.

## Licitación
En 1982, el Estado Nacional licitó LT3 AM 1340 y la traspasó a la empresa privada Rosario Difusión S.A. el 15 de diciembre de 1987. En marzo de 1988 cambió su frecuencia de 1340 khz a 680 khz, buscando una ubicación más favorable de la sintonía radial. En el 2008 la radio reformó su sala de transmisión abriendo un ventanal a la calle Balcarce, para que los conductores pudieran ser vistos desde la acera durante la transmisión.

## Venta al grupo Uno
En 1999, la emisora se incorporó al multimedio La Capital de Rosario o Grupo Uno, propiedad del exministro menemista José Luis Manzano y de Daniel Vila, que tienen como socio minoritario al empresario Orlando Vignatti, que también era propietario de los diarios El Ciudadano (el otro periódico de Rosario),  Ámbito Financiero y Buenos Aires Herald. En 2001, Eduardo López,  presidente del Club Atlético Newell's Old Boys de Rosario tomó a su cargo el gerenciamiento de la emisora hasta que en 2008 volvió al multimedio La Capital.
En 2013 LT3 pertenecía al grupo Vila-Manzano, al igual que LT8; las otras emisoras de Rosario eran LT2, del grupo Gollan; AM 1110, que no tiene licencia y está a cargo del excandidato presidencial, José Bonacci; LRA5 Radio Nacional; y AM 1330, del grupo Mariatti. El funcionamiento de LT3 arrojaba abultadas pérdidas, en las cuales influían una guerra de tarifas que había realizado en un intento fracasado de desplazar a sus competidores de las radios AM de Rosario, cuando se anunció su venta a los hermanos Guillermo y Fernando Whpei con el argumento de adecuarse a la Ley de Medios. Los adquirentes eran dueños del Grupo Unión, una empresa que posee una red de servicios financieros que se había expandido en la década anterior hasta abarcar 14 provincias. Los Whpei compraron posteriormente la emisora Radio Rivadavia ubicada en Buenos Aires y anunciaron que armarían una red de emisoras por el interior del país de la cual LT3 sería el primer eslabón. 
En abril de 2017, la documentación en el Enacom, el ente de control de las comunicaciones, no estaba clara luego de sucesivas transferencias de la emisora y que además su funcionamiento estaría arrojando una pérdida de un millón de pesos por mes, y tendría con el Estado una deuda de dieciocho millones. En tal situación se anunció que había sido adquirida por la emisora Vórtice Productora Multimedios y César Giancrisostemi se presentó como nuevo dueño.
Este empresario, cuya profesión es la de diseñador y arquitecto de profesión, además de dedicarse a la producción de eventos, fundó en 2012, la compañía Sunflowers, dedicada a la recolección, transporte, tratamiento y deposición final de residuos, que vendió en 2016 a la multinacional Stericycle. También gerenció entre 2000 y 2005 la empresa Preimpresión Digital y publicó en 2008 la revista gratuita Sala De Espera, destinada a consultorios médicos, que sólo tuvo cinco ediciones. En 2014 formó Vórtice Productora Multimedios, con sede en la ciudad de Arroyo Seco, controladora de la FM Frecuencia Dixit, donde tiene su propio programa, El ángar. 
En noviembre de 2017, Radio Cerealista quedó en una falencia virtual, el director y los principales periodistas abandonaron la emisora y al resto de los trabajadores se les adeudaban salarios.